# Célio
Célio (em latim: Collis Caelius) é uma das sete colinas sobre as quais foi fundada a cidade de Roma. A colina é uma espécie de promontório alongado, com cerca de dois quilômetros de extensão e entre 400 e 500 metros de largura, que se ergue a cerca de 50 metros acima do nível do mar no parque vizinho ao Templo de Cláudio. Ela tem sua origem no mesmo platô do qual nasceram também o Esquilino, o Viminal e o Quirinal.
Celíolo ou Celículo (em latim: Caeliolus ou Caeliculus), conhecido também como Pequeno Célio (em latim: Caelius Minor), corresponde a uma seção desta colina, a mais ocidental, na direção do vale que mais tarde seria ocupado pelo Coliseu, onde hoje está a igreja de Santi Quattro Coronati.

## História

### Período arcaico
O monte Célio foi incorporado ao perímetro urbano de Roma ainda no período monárquico, provavelmente durante o reinado de Rômulo, Túlio Hostílio ou Anco Márcio. Ele já era mencionado no rol dos "Septimôncio" e era uma das quatro regiões de Roma (I Região Suburana) na reorganização de Sérvio Túlio. 
Originalmente, o seu nome provavelmente era monte Querquetulano (em latim: mons Querquetulanus) por causa da quantidade de carvalhos (quercus) no local. Já a origem do nome Célio é uma referência ao etrusco Célio Vibena, um dos dois irmãos da cidade de Vulcos que ajudaram Sérvio Túlio a chegar ao trono de Roma.
Desta época restam traços de cultos aos bosques e às fontes de água, como o da Ninfa Egéria no Bosco delle Camene, perto do lado externo da Porta Capena. Aparentemente seu santuário era particularmente ligado ao rei Numa Pompílio.

### Período republicano

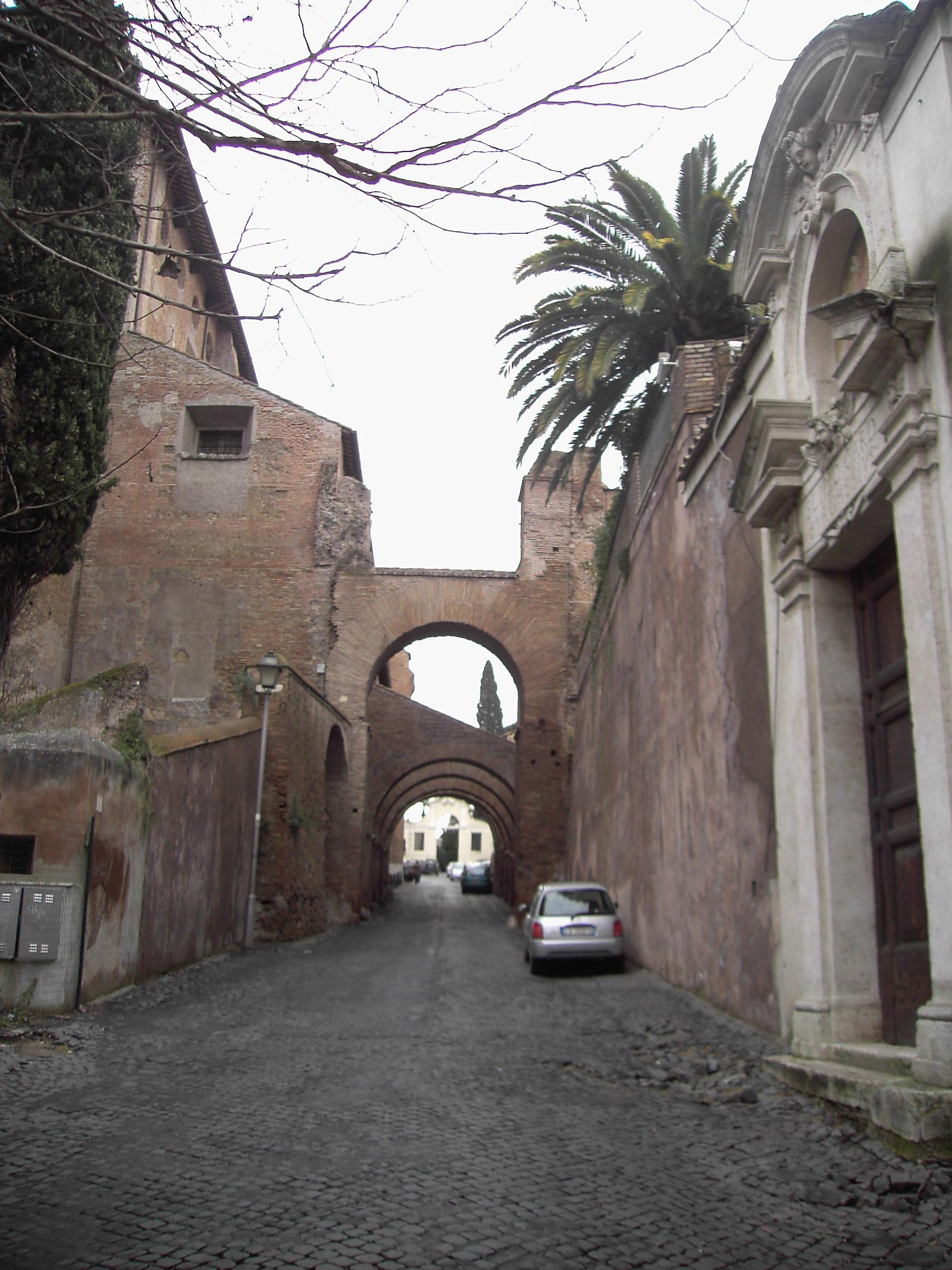
Clivo de Escauro

Grande parte do monte Célio estava fora do recinto sagrado do pomério durante o período republicano e, por isso, ali podiam ser construídos templos dedicados a divindades estrangeiras, como o Templo de Minerva Capta e o antiquíssimo Sacelo de Diana, ambos fora da Muralha Serviana. Nesta época foram construídos alguns sepulcros no local, como o da Via Celimontana um pouco antes da Piazza San Giovanni in Laterano.

### Período imperial
Já no período imperial, foi incorporada por Augusto na II Região Celimôncio durante a sua reorganização urbana. A região entre o Laterano e a Porta Maior foram incluídas na V Região Esquílias, apesar de fisicamente estarem no Célio.
No lado de frente para o Coliseu, no ponto mais elevado, foi construído o Templo de Cláudio, dedicado ao imperador Cláudio, deificado depois de sua morte em 54.

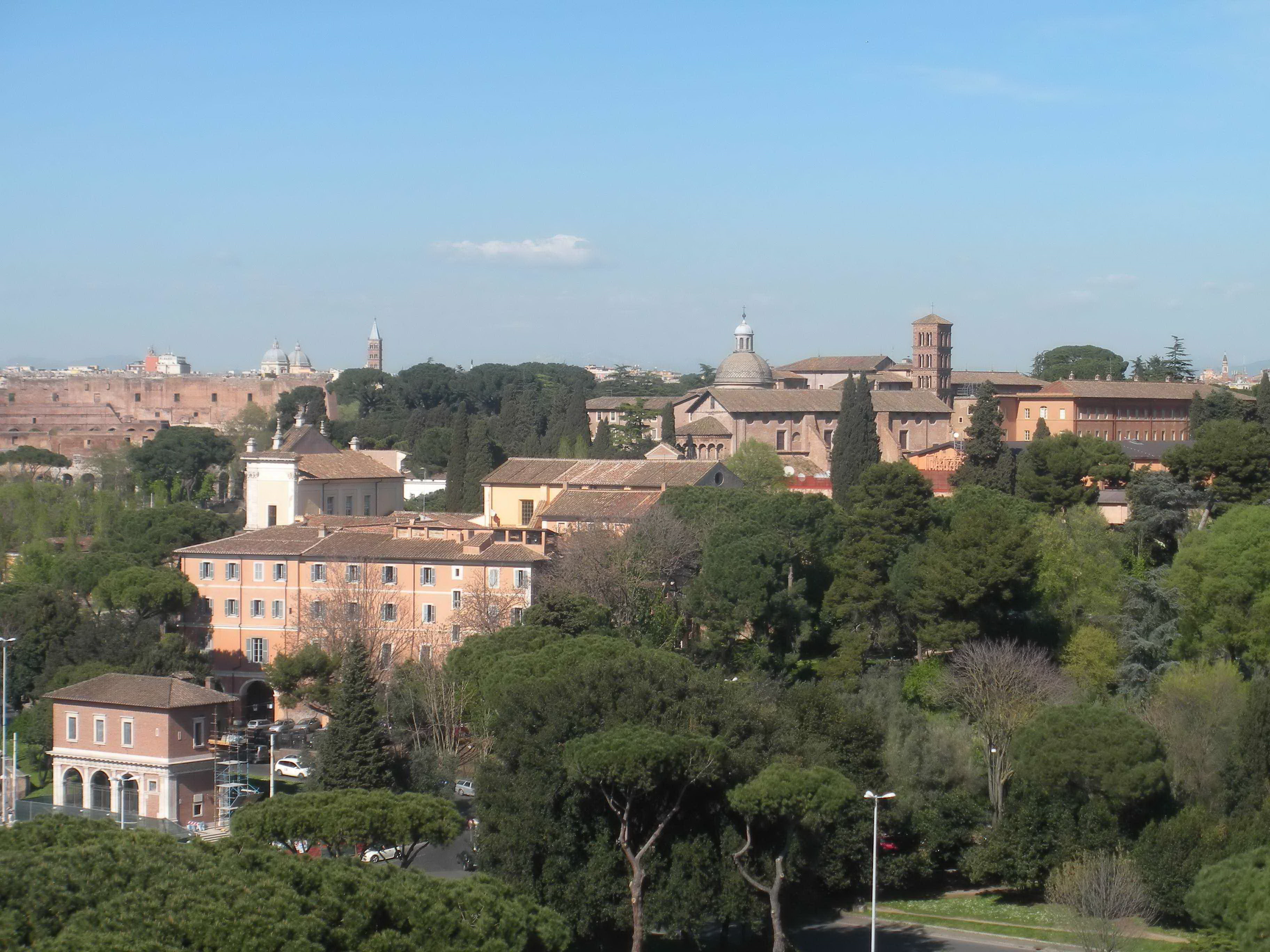
Vista do Célio a partir do Palatino

A partir das ruínas recuperadas na área do Célio é possível reconstruir uma fase intensiva de construções habitacionais na segunda metade do século II, depois que os edifícios anteriores, do século I a.C., foram provavelmente destruídos pelo incêndio de 27 d.C.. No século IV, foram construídas ricas residências dentro de vastos jardins, incluindo a Casa de Fausta, possivelmente a esposa de Constantino. A propriedade dos Ânios, de Domícia Lucila (da família de Marco Aurélio) e dos Quintílios foram incorporadas mais tarde na Domus Vectiliana de Cômodo.
Na parte fora da cidade da colina foram construídas diversos quartéis para abrigar as tropas estacionadas na capital. Onde está a igreja de Santo Estêvão Redondo ficava o Castro Peregrino (construído na época de Trajano e restaurada várias vezes nos séculos seguintes). Nas imediações ficava também uma grande residência dos Valérios (Domus Valerii) e, na frente dela, a caserna da V coorte dos vigias (statio cohortis V vigilum), os "bombeiros" de Roma.

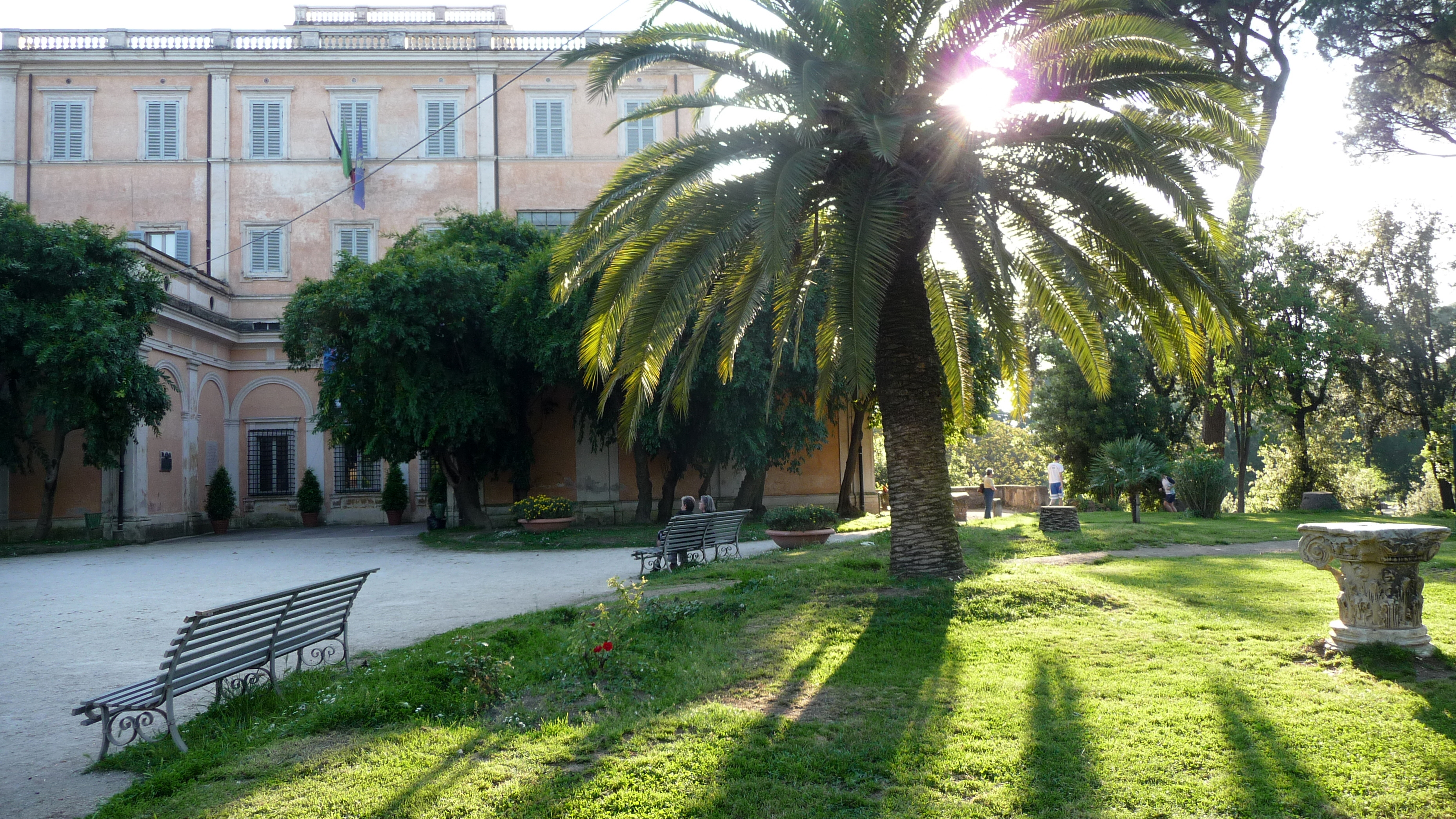
Villa Celimontana

Em uma propriedade da família dos Lateranos, o imperador Septímio Severo mandou construir, entre 193 e 197, a Castra Nova, o quartel principal da cavalaria pessoal do imperador, bem em frente da velha caserna construída por Trajano, chamada de Castra Priora. Quando esta corporação foi dissolvida por Constantino, a área do acampamento severiano foi em parte ocupada pela nova basílica dedicada ao Santíssimo Salvador, que depois passou a ser conhecida como São João de Latrão, até hoje a sé episcopal da diocese de Roma.
Os edifícios do Célio foram particularmente danificados durante o saque de Roma em 410 pelo rei visigodo Alarico e, partir daí, a região entrou em forte declínio e se ruralizou.

### Idade Média

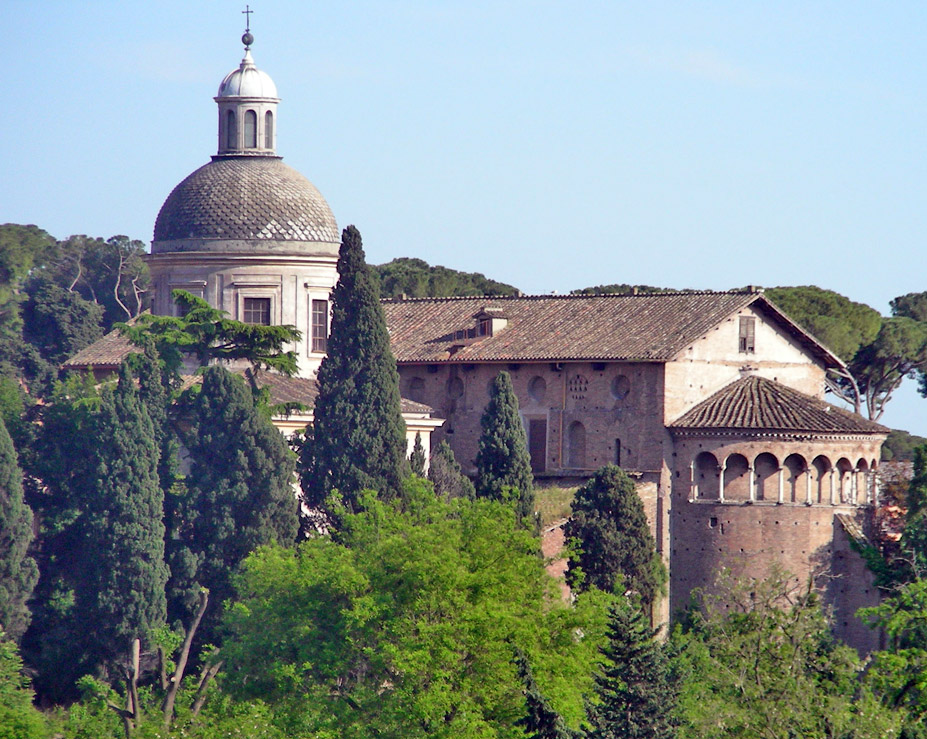
Santi Giovanni e Paolo

No século VI, o Célio passou a ser parte da II região eclesiástica por causa da presença da Arquibasílica de São João de Latrão, cuja fama era tamanha que a colina inteira passou a ser chamada de "Laterano". A construção do "Patriarchio", provavelmente ainda no século VI, deu lugar à criação de diversos títulos, os mais antigos locais de culto cristãos, geralmente em igrejas domésticas, e xenodóquios (xenodochia), centros de assistência e acolhimento aos peregrinos e enfermos.
Novas igrejas continuaram a ser construídas, inicialmente substituindo os antigos títulos e acima deles, e depois independentemente deles, como Santi Giovanni e Paolo, Santi Quattro Coronati, Santa Maria in Domnica, Santo Estêvão Redondo, San Giovanni a Porta Latina, San Gregorio Magno al Celio, San Tommaso in Formis e Santi Domenico e Sisto.

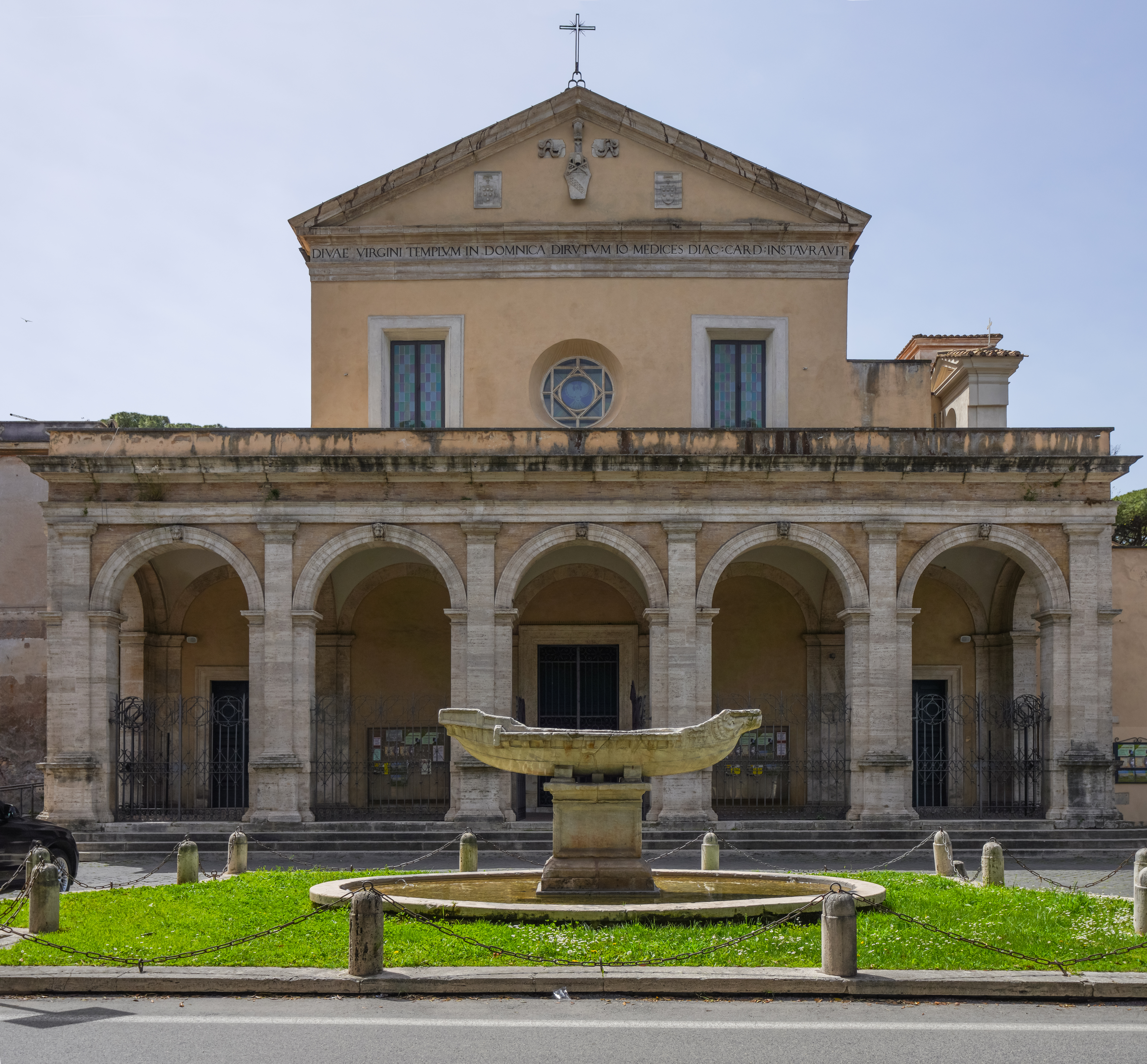
Santa Maria in Domnica

A região também passou a abrigar diversos mosteiros cercados por jardins e hortas e também torres fortificadas das famílias nobres da cidade dos séculos X e XI. Uma nova onda de destruição na região ocorreu durante o saque de Roma de 1084. A partir do século XII, a região era parte da Região Môncio (regio Montium), que se estendia até o monte Quirinal.

### Época moderna e contemporânea
Atualmente, o Célio está incorporado ao rione Celio e ali foi construído, seguindo a tradição milenar, o Policlinico militare del Celio, um projeto de Salvatore Bianchi e Filippo Laccetti. Ali está também o Parque da Paz (Parco della Pace), com diversas áreas de lazer.

## Monumentos

### Roma
- Arco de Dolabela
- Biblioteca do papa Agápito I
- Clivo de Escauro
- Obelisco Celimontano
- Porta Latina
- Porta Metrônia
- Templo de Cláudio
- Túmulo dos Cipiões
- Villa Celimontana

### Posteriores
- Oratorio di Sant'Andrea al Celio
- San Giovanni a Porta Latina
- San Giovanni in Oleo
- San Gregorio Magno al Celio
- San Sisto Vecchio
- San Tommaso in Formis
- Santa Maria in Domnica
- Santi Giovanni e Paolo
- Santi Quattro Coronati
- Santo Estêvão Redondo